# 中国人民解放軍国防大学
中国人民解放軍国防大学（ちゅうごくじんみんかいほうぐんこくぼうだいがく）は、中国人民解放軍中高級指揮官の教育機関。1985年12月、北京に創設。中国最高の軍事学校であるが、学部生の受け入れを行っていない。

## 歴史
1950年10月23日、毛沢東は、劉伯承に陸軍大学の創設を命じた。11月23日、「軍事学院の創設に関する意見書」が批准され、中国人民解放軍軍事学院の正式名称と学院の訓練方針が規定された。1951年1月15日、華東軍区軍政大学、華北軍区軍政大学各一部を基礎として、中国共産党中央軍事委員会の指導の下、中国人民解放軍軍事学院（南京）が設置された。創設当初、高級速成系、基本系等4個系、15個教授会（後に教研室に改称）が設置された。1956年前後、戦役、戦史、高級速成、高級函授、政治速成、基本、情報、海軍、空軍、砲兵、装甲兵、化学兵等12個系、50個教研室が存在した。
1957年～1959年、戦役系と2個軍兵種系が分離され、高等軍事学院と各軍兵種学院が創設され、基本系、情報系、防化学系等を基礎として、南京軍事学院が創設された。
1968年9月、軍事学院は軍事管制を実行し、12月、中央軍委の批准を経て、学院内に革命委員会が設置された。1969年、軍事学院が廃止され、軍政大学が創設された。
1978年1月、軍政大学軍事系を基礎として、中国人民解放軍軍事学院（北京）が復活した。
1985年12月、軍事学院、政治学院、後勤学院が合併して現在の国防大学が創設された。

## 機構
- 校長
- 政治委員
- 副校長 - 3人
- 副政治委員

### 内部部局
- 訓練部
- 政治部
- 校務部
- 科研部
- 研究生部
- 基本系
- 進修系
- 防務学院
- 戦略研究系
- 軍事文化学院

## 歴代校長
1. 張震  1985年11月 - 1992年11月
2. 朱敦法  1992年11月 - 1995年7月
3. 邢世忠  1995年7月 - 2003年1月
4. 裴懐亮  2003年1月 - 2006年8月
5. 馬曉天  2006年8月 - 2007年9月
6. 王喜斌  2007年9月 - 2013年7月
7. 宋普選  2014年7月 - 2014年12月
8. 張仕波  2014年12月 -

## 歴代政治委員
1. 李徳生　1985年11月 - 1990年4月
2. 張震  1990年4月 – 1992年11月
3. 李文卿  1992年11月 - 1995年7月
4. 王茂潤  1995年7月 – 2001年7月
5. 趙可銘  2001年7月 - 2007年9月
6. 童世平  2007年9月 - 2009年12月
7. 劉亜洲  2009年12月 -

## 所在地・校舎
- 北京市海淀区紅山口甲3号
- 総面積は165.5、蔵書は130万冊